# Mistrzostwa Europy w Lekkoatletyce 1971 – bieg na 1500 m kobiet

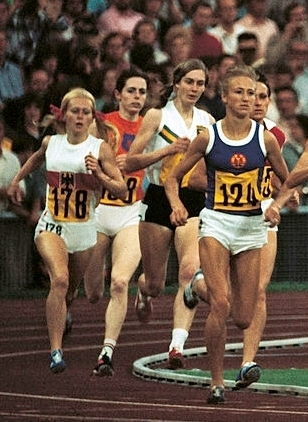
Ellen Tittel (pierwsza z lewej) i Karin Burneleit (pierwsza z prawej)

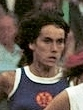
Gunhild Hoffmeister

Bieg na dystansie 1500 metrów kobiet był jedną z konkurencji rozgrywanych podczas X Mistrzostw Europy w Helsinkach. Biegi eliminacyjne zostały rozegrane 13 sierpnia, a bieg finałowy 15 sierpnia 1971 roku. Zwyciężczynią tej konkurencji została reprezentantka Niemieckiej Republiki Demokratycznej Karin Burneleit, która w finale ustanowiła rekord świata czasem 4:09,62. Również dwie kolejne zawodniczki uzyskały czas lepszy od dotychczasowego rekordu świata. W rywalizacji wzięło udział trzydzieści zawodniczek z szesnastu reprezentacji.

## Rekordy
| Rekord świata     | Jaroslava Jehličková (CSK) | 4:10,7 | Ateny, Grecja | 20.09.1969 |
| Rekord Europy     | Jaroslava Jehličková (CSK) | 4:10,7 | Ateny, Grecja | 20.09.1969 |
| Rekord mistrzostw | Jaroslava Jehličková (CSK) | 4:10,7 | Ateny, Grecja | 20.09.1969 |

## Wyniki

### Eliminacje
Bieg 1
| Miejsce | Zawodniczka          | Czas   | Uwagi |
| ------- | -------------------- | ------ | ----- |
| 1       | Ellen Tittel         | 4:14,2 | Q     |
| 2       | Ludmiła Bragina      | 4:15,0 | Q     |
| 3       | Regine Kleinau       | 4:15,3 | Q     |
| 4       | Sheila Carey         | 4:16,2 | Q     |
| 5       | Zsuzsa Völgyi        | 4:18,0 | NR    |
| 6       | Sinikka Tyynelä      | 4:22,0 | NR    |
| 7       | Maria-Belen Azpeitia | 4:24,0 | NR    |
| 8       | Anneke de Lange      | 4:24,2 |       |
| 9       | Vera Nikolić         | 4:24,5 |       |
| 10      | Angela Ramello       | 4:30,3 |       |

Bieg 2
| Miejsce | Zawodniczka        | Czas   | Uwagi |
| ------- | ------------------ | ------ | ----- |
| 1       | Karin Burneleit    | 4:14,9 | Q     |
| 2       | Wasiłena Amzina    | 4:16,8 | Q     |
| 3       | Rita Ridley        | 4:17,4 | Q     |
| 4       | Inger Knutsson     | 4:18,2 | Q     |
| 5       | Magdolna Kulcsár   | 4:21,2 |       |
| 6       | Đurica Rajher      | 4:22,4 |       |
| 7       | Joke van der Stelt | 4:23,0 |       |
| 8       | Catherine Bultez   | 4:23,1 | NR    |
| 9       | Gerda Klöpfer      | 4:25,8 |       |

Bieg 3
| Miejsce | Zawodniczka            | Czas   | Uwagi |
| ------- | ---------------------- | ------ | ----- |
| 1       | Gunhild Hoffmeister    | 4:17,2 | Q     |
| 2       | Joan Allison           | 4:17,2 | Q     |
| 3       | Jaroslava Jehličková   | 4:17,4 | Q     |
| 4       | Sára Ligetkuti         | 4:17,6 | Q     |
| 5       | Christa Merten         | 4:18,2 |       |
| 6       | Galina Kuzmina         | 4:19,1 |       |
| 7       | Els Gommers            | 4:19,3 |       |
| 8       | Grete Andersen         | 4:23,0 |       |
| 9       | Bronisława Doborzyńska | 4:24,2 |       |
| 10      | Zina Boniolo           | 4:31,4 |       |
| 11      | Lena Sjöstedt          | 4:34,0 |       |

### Finał
| Miejsce | Zawodniczka          | Czas    | Uwagi |
| ------- | -------------------- | ------- | ----- |
| 1       | Karin Burneleit      | 4:09,62 | WR    |
| 2       | Gunhild Hoffmeister  | 4:10,31 |       |
| 3       | Ellen Tittel         | 4:10,35 | NR    |
| 4       | Rita Ridley          | 4:12,65 | NR    |
| 5       | Regine Kleinau       | 4:13,71 |       |
| 6       | Ludmiła Bragina      | 4:13,93 |       |
| 7       | Jaroslava Jehličková | 4:14,79 |       |
| 8       | Joan Allison         | 4:14,81 |       |
| 9       | Sára Ligetkuti       | 4:16,06 | NR    |
| 10      | Wasiłena Amzina      | 4:17,27 |       |
| 11      | Sheila Carey         | 4:17,54 |       |
| 12      | Inger Knutsson       | 4:21,45 |       |